# Commiphora aprevalii
Commiphora aprevalii är en tvåhjärtbladig växtart som beskrevs av André Guillaumin. Commiphora aprevalii ingår i släktet Commiphora och familjen Burseraceae. Utöver nominatformen finns också underarten C. a. granulifera.